# Peter Tatsuo Doi
Peter Tatsuo Doi (japonès:土井辰雄 Doi Tatsuo; 22 de desembre de 1892 – 21 de febrer de 1970) va ser un cardenal japonès de l'Església Catòlica.Serví com a arquebisbe de Tòquio des de 1937 i fins a la seva mort; i va ser elevat al Col·legi Cardenalici al 1960, sent el primer japonès en ser-ho.

## Biografia
Doi va néixer a Sendai. Va ser batejat el 21 d'abril de 1902, als 9 anys. Estudià al seminari de Sendai i a la Pontifícia Universitat Urbaniana de Roma.
Doi va ser ordenat prevere l'1 de maig de 1921. Va fer tasca parroquial a Sendai fins al 1934, quan va ser nomenat secretari de la delegació apostòlica al Japó.
El 2 de desembre de 1937 Doi va ser nomenat arquebisbe de Tòquio pel Papa Pius XII. Va rebre la consagració episcopal el 13 de febrer de 1938 de mans de l'arquebisbe Jean-Baptiste-Alexis Chambon, MEP, amb els bisbes Paul Aijiro Yamaguchi i Marie-Joseph Lemieux servint com a coconsagradors. Durant la Segona Guerra Mundial Doi serví com a Director Executiva del Comitè Central Catòlic Nacional. Va ser administrador apostòlic de Yokohama entre 1945 i 1947.
El Papa Joan XXIII el creà cardenal al consistori del 28 de març de 1960, amb el títol de cardenal prevere de S. Antonio da Padova in Via Merulana.Doi, que la Santa Seu esperava que revitalitzés l'Església al Japóesdevingué el primer japonès membre del Col·legi Cardenalici. Assistí al Concili Vaticà II des de 1962 a 1965, i va ser un dels cardenals electors que participaren en el conclave de 1963 on s'escollí el Papa Pau VI.
Doi va morir a Tòquio, a l'edat de 77 anys. Està enterrat a la catedral de Santa Maria de Tòquio.
Doi, conjuntament amb Stefan Wyszyński, assistí a Paul Peter Meouchi en lliurar un dels missatges de cloenda del Vaticà II el 8 de desembre de 1965.